# Entre los dioses del desprecio
Entre los dioses del desprecio es una película coproducción de Puerto Rico y Argentina filmada en colores dirigida por Alfredo E. Rivas sobre su propio guion escrito en colaboración con Beda Docampo Feijóo que filmó en 2000 y no fue estrenada comercialmente. El director nació en Puerto Rico y el coguionista nació en España pero desde corta  edad vive en Argentina. Fue protagonizada por Fabián Mazzei, Esther Goris, Juan Fernández y Pedro Armendáriz Jr.. 

## Sinopsis
Una persona experta en desactivar alarmas sale de la cárcel para hacer un trabajo.

## Reparto
Participaron del filme los siguientes intérpretes:
- Fabián Mazzei
- Rafael Vázquez
- Esther Goris
- Juan Fernández
- Pedro Armendáriz Jr.
- Paula Colombini
- Axel Anderson
- Lía Chapman

## Participantes
El coguionista Beda Docampo Feijóo (Vigo, Pontevedra, Galicia, España, n. 1948) es un guionista y director de cine que desarrolló su actividad en Argentina donde reside desde corta edad. Además de dirigir numerosos cortos publicitarios se inició en el largometraje coguionando la película Camila (1983) dirigida por María Luisa Bemberg, colaboración que continuó después en el argumento de Miss Mary (1986) y en el guion y dirección de Debajo del mundo (1986) y otros largometrajes mostrando su sensibilidad para reflejar la problemática del mundo actual.
 se inició en el largometraje coguionando la película Camila (1983) dirigida por María Luisa Bemberg, colaboración que continuó después en el argumento de Miss Mary (1986) y en el guion y dirección de Debajo del mundo (1986).
Los intérpretes tienen diversas nacionalidades: Esther Goris y Fabián Mazzei son actores argentinos, Juan Fernández es un actor dominicano que hizo su debut en Salomé con la ayuda del pintor español Salvador Dalí y desde entonces ha sido actor estelar en más de 30 filmes producidos en distintos países. y Pedro Armendáriz Jr. nació en México y tuvo una larga trayectoria en el cine de su país.